# Assemblea de la República d'Albània
L'Assemblea de la República d'Albània (albanès Kuvendi i Shqipërisë) abans anomenada Parlament Popular (Kuvendi Popullor) és el parlament unicambral d'Albània. Compta amb 140 diputats, elegits per un mandat de quatre anys, havent-se celebrat les últimes eleccions el 2009. 100 són elegits directament en circumscripcions uninominals amb un nombre aproximadament igual de votants. 40 són elegits de llistes amb diversos nom dels partits o les coalicions de partits polítics segons la seva classificació.
El nombre total de diputats d'un partit o una coalició de les parts serà, fins al punt més aproximat possible, proporcional als vots vàlids guanyat per ells a escala nacional en la primera ronda de les eleccions. Els partits que rebin menys de 2,5% dels vots i les coalicions de partits que rebin menys del 4% dels vots vàlids a escala nacional en la primera ronda de les eleccions no es beneficien de les llistes múltiples respectives. El president de la cambra és elegit pel Parlament.

## Diputats que presideixen la sessió inaugural
| Data                   | Diputat            | Edat    |
| 27 de març de 1920     | Mytesim Këlliçi    | (53/54) |
| 21 d'abril de 1921     | Pandeli Evangjeli  | (62)    |
| 21 de gener de 1924    | Petro Poga         | (63/64) |
| 1 de juny de 1925      | Jorgji Çako        | (76/77) |
| 25 d'agost de 1928     | Pandeli Evangjeli  | (69)    |
| 21 de novembre de 1932 | Petro Poga         | (71/72) |
| 10 de febrer de 1937   | Petro Poga         | (76/77) |
| 12 d'abril de 1939     | Xhafer Ypi         | (59)    |
| 17 d'abril de 1940     | Terenc Toçi        | (60)    |
| 16 d'octubre de 1943   | Lef Nosi           | (66)    |
| 10 de gener de 1946    | Petraq Popa        | (67)    |
| 28 de juny de 1950     | Petraq Popa        | (72)    |
| 19 de juliol de 1954   | Aleksandër Xhuvani | (74)    |
| 21 de juny de 1958     | Koço Tashko        | (58)    |
| 14 de juliol de 1962   | Spiro Moisiu       | (62)    |
| 9 de setembre de 1966  | Spiro Moisiu       | (66)    |
| 20 de novembre de 1970 | Spiro Moisiu       | (70)    |
| 28 d'octubre de 1974   | Zylyftar Veleshnja | (72)    |
| 25 de desembre de 1978 | Pilo Peristeri     | (69)    |
| 22 de novembre de 1982 | Shefqet Peçi       | (76)    |
| 19 de febrer de 1987   | Spiro Koleka       | (78)    |
| 15 d'abril de 1991     | Adil Çarçani       | (69)    |
| 6 d'abril de 1992      | Pjetër Arbnori     | (57)    |
| 1 de juliol de 1996    | Sabri Godo         | (67)    |
| 23 de juliol de 1997   | Dritëro Agolli     | (66)    |
| 3 de setembre de 2001  | Servet Pëllumbi    | (65)    |
| 2 de setembre de 2005  | Lufter Xhuveli     | (64)    |
| 7 de setembre de 2009  | Fatos Beja         | (61)    |
| 9 de setembre de 2013  | Namik Dokle        | (67)    |
| 9 de setembre de 2017  | Besnik Baraj       | (61)    |
| 10 de setembre de 2021 | Luljeta Bozo       | (78)    |